# Cristóvão Nunes Pires
Cristóvão Nunes Pires (Desterro, 25 de julho de 1834 — Três Riachos, 21 de setembro de 1894) foi um político brasileiro.

## Vida
Filho de Luís Nunes Pires e de Luísa Alves Nunes Pires.

## Carreira
Foi deputado à Assembleia Legislativa Provincial de Santa Catarina na 24ª legislatura (1882 — 1883) e na 25ª legislatura (1884 — 1885).
Foi um dos membros da Junta governativa catarinense de 1891 e vice-presidente do Estado de Santa Catarina, tendo assumido a presidência de 24 de setembro a 8 de outubro de 1893.